# Trịnh Đình Trọng
Trịnh Đình Trọng (1908 – 1951), tên thật là Nguyễn Hữu Phú, là một nhà cách mạng Việt Nam.
Ông sinh năm Mậu Thân (1908), quê xã Tây Mỗ, huyện Hoài Đức, ngoại thành Hà Nội (nay là phường Tây Mỗ, quận Nam Từ Liêm), tham gia cách mạng lúc còn trẻ tuổi.
Năm 1938, ông được kết nạp vào Đảng Cộng sản Đông Dương, năm 1939 làm bí thư phủ Hoài Đức, năm 1940 làm bí thư thành phố Hải Phòng.
Đầu năm 1941, ông bị thực dân Pháp bắt xử tù chung thân đày đi Sơn La, đến năm 1944 đày ra Côn Đảo.
Sau Cách mạng Tháng Tám, ông trở về phục vụ trong quân đội rồi làm bí thư Thành ủy Thành phố Sài Gòn - Chợ Lớn. Năm 1947, ông làm phó giám đốc sở Thông tin Nam bộ, rồi làm việc ở Ban Tuyên huấn xứ ủy Nam Kỳ.
Ông mất vì bệnh nặng ngày 25 tháng 7 năm 1951 tại Bạc Liêu.